# Oratorio del Redentore (Montecatini Val di Cecina)

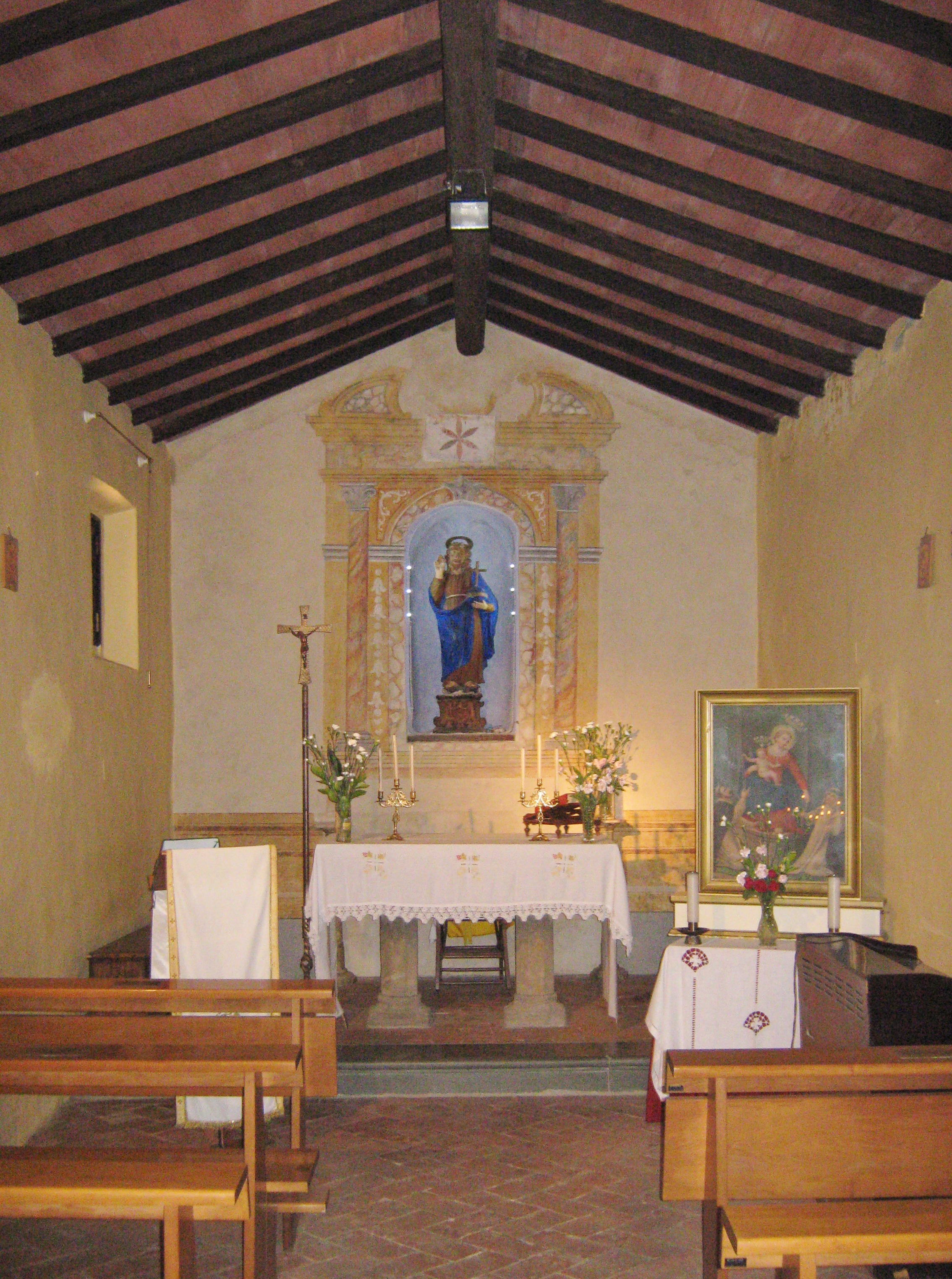
Interno dell'oratorio

L'oratorio del Redentore si trova a La Sassa, nel comune di Montecatini Val di Cecina, in provincia di Pisa, poco distante dalla chiesa di San Martino.

## Storia e descrizione
Costruito da Lorenzo Regoli nel XVII secolo, conserva all'interno la statua coeva in terracotta dipinta del Redentore.
Si racconta che la statua fu trovata nel bosco da alcuni cacciatori, che la staccarono dalla pietra in cui si trovava e la portarono a Casale Marittimo; la statua però fuggì e ritornò nel bosco. Saputo ciò, gli abitanti della Sassa partirono in processione per recuperarla e la posero col suo piedistallo nell'oratorio: qui ebbero luogo diversi prodigi; in particolare gli abitanti si rivolgevano a lei per invocare la pioggia in tempo di siccità e in occasione di altre calamità naturali, e venivano sempre ascoltati e prontamente esauditi.
Un'altra memoria popolare su questa statua si riferisce al periodo della prima guerra mondiale: il prete la credette di valore e la trafugò. Il prete fu cacciato e la statua fu ritrovata in riva all'Arno, vicino a Firenze, in una notte d'inverno e fu immediatamente ricondotta nella sua piccola chiesa.